# 3e division de montagne (Allemagne)
Pour les articles homonymes, voir 3e division.
La  3e division de montagne (en allemand : 3. Gebirgs-Division) est une des divisions d'infanterie de montagne de l'armée allemande (Wehrmacht), d'origine autrichienne, durant la Seconde Guerre mondiale.

## Histoire

### Création
La 3. Gebirgs-Division est formée le 1er avril 1938 à Graz à partir de la 5. Division et de la 7. Division de la Bundesheer autrichienne. Son 1er commandant est le Genaloberst Eduard Dietl.
Composition de la division au 1er avril 1938:
- Gebirgs-Jäger-Regiment 138, Commandement, le 1er bataillon et la 16. (Pz. Abw.) Kp. à Leoben, 2e bataillon à Graz, 3e bataillon à Admont, et le reste des unités régimentaires à Pinkafeld et Bad Radkersburg
- Gebirgs-Jäger-Regiment 139, Commandement, 1er bataillon et la 16. (Pz. Abw.) Kp. à Klagenfurt, 2e bataillon à Villach, 3e bataillon à Wolfsberg
- Gebirgs-Artillerie-Regiment 112 à Graz et Villach
- Gebirgs-Panzerjäger-Abteilung 48
- Gebirgs-Pionier-Bataillon 83
- Gebirgs-Nachrichten-Abteilung 68
- Gebirgs-Aufklärungsabteilung 112
- Divisionsnachschubtruppen 68

L'emblème de la division, observé à partir de 1940, est créé pour rappeler les combats de Narvik. Il comporte l'année de la bataille (1940), l'emblème caractéristique des gebirgsjäger (l'edelweiss), mais aussi une ancre de marine et une hélice. Ceci dans le but de rappeler la fraternité d'armes entre les montagnards et les marins qui ont combattu côte à côte à Narvik, en étant appuyé par l'aviation. Il est très similaire la Plaque de bras Narvik, attribuée à tous les participants allemands de la bataille de Narvik.

### Théâtres d'opérations

#### Campagne de Pologneen 1939
La division est transférée en août 1939, en Haute-Silésie dans la région de Olesno (Rosenberg en allemand), où elle termina sa préparation à l'invasion de la Pologne. Le 1er septembre, les unités de la 3e division de montagne franchissent la chaine des Tatras et envahissent la Pologne. Le Gebirgs-Jäger-Regiment 139 était durant cette période, détaché auprès de la 4. Leichte-Division, devant soutenir cette dernière dans son avance sur Cracovie. La situation ayant évolué plus favorablement que prévu, le régiment est rendu à sa division d'origine, le 5 septembre.
Après des échanges de tirs sporadiques à la frontière, la division progressa sans incidents particuliers les jours suivants sur l'axe Chabowka-Chochołów-Rabka. Toutefois le Aufklärungs-Abteilung 112 et le Gebirgs-Jäger-Rgt.138 sont engagés dans des combats avec des pertes, le 3 septembre dans Nowy Targ et Mszana Dolna. Le 4, d'autres escarmouches avec les troupes polonaises ont lieu aux alentours du village de Kasina Wielka. Par la suite, les troupes polonaises se contentent de contenir de loin les troupes alpines allemandes, évitant le contact rapproché. Le 6 septembre, la division franchit le Dunajec. Sont ensuite franchis la Biala, la Wisloka et le Wislok. La division franchit enfin le San le 12 septembre à Sanok et atteint la région aux alentours de Olszanica. Des éléments de la division sont alors embarqués sur des camions pour rejoindre la 2e division de montagne, afin de la soutenir dans son avance sur Przemysl. Toutefois, les véhicules sont stoppés en cours de route et la campagne de Pologne s'arrête là pour la 3e division de montagne. Les unités de la division marchèrent donc pour rejoindre leurs nouveaux quartiers dans la région de Presov en Slovaquie.

#### Ligne Siegfried1939/40
La division s'installe au départ dans la région de Bad Dürkheim, avant d'entrer en action du 1er au 10 octobre dans la forêt du Palatinat, au sein de la ligne de défense principale. Mi-octobre, les unités sont transférées dans le massif du Hunsrück et dans les environs de Bernkastel. Fin octobre, la division déménage de nouveau en direction du Voreifel et après quelques jours dans la région de Cochem.
En janvier 1940, la division est déplacée sur l'axe Treis-Karden/ Moselkern/Hatzenport. Début mars, la division est regroupée dans la région de Döberitz et est mise en disponibilité pour les opérations à venir en Norvège.

#### L'opération Weserübunget l'occupation de laNorvège1940/41
La 3e Division de montagne prit une part importante dans l'occupation de la Norvège, au sein de l'opération Weserübung. Les 2 régiments de gerbirgsjäger furent répartis à diverses missions pour cette opération. Une partie du GebirgsJäger Rgt. 139 (environ 2 000 hommes) a été transportée par dix destroyers à Narvik, qui a été occupée dans les premières heures du 9 avril 1940. Les 10 destroyers furent détruits les 10 et 13 avril par la marine britannique au cours de 2 sévères batailles navales. Les marins allemands (environ 2600 hommes) ayant survécu aux naufrages viendront renforcer les gebirgsjägers dans la bataille contre les 20 000 soldats de la coalition alliée au plus fort de la bataille, composée de Britanniques, de Français, de Polonais mais aussi d'unités norvégiennes. Au soir du 9, les Allemands sont chassés de la ville et continuent le combat dans l'arrière-pays jusqu'au 24 mai, date où le Corps expéditionnaire est rappelé pour faire face à la déroute des armées franco-britanniques en Belgique. Les renforts alliés prévus pour Narvik débarquent tout de même et le 28 mai, les troupes polonaises et norvégiennes ont repoussé les hommes du GebirgsJäger Rgt. 139 à la frontière suédoise. Le Corps expéditionnaire allié quitte finalement la Norvège entre le 3 et le 8 juin, et le GebirgsJäger Rgt. 139 occupe à nouveau Narvik, sans tirer un coup de feu le 9 juin. L'armée norvégienne capitule le lendemain, le 10 juin.
À la suite de la bataille, entre juin et septembre 1940, 7 militaires du GebirgsJäger Rgt. 139 furent décorés de la prestigieuse Croix de chevalier de la croix de fer, y compris le commandant du régiment, l'Oberst Alois Windisch. Le commandant de la division Eduard Dietl, qui a dirigé le groupe de bataille de Narvik, a été récompensé pour la performance de ses soldats, le 9 mai 1940, la Croix de chevalier de la Croix de Fer, et le 19 juillet 1940, il est le premier soldat de la Wehrmacht à recevoir les feuilles des chênes de la Croix de chevalier. La propagande nazie a participé à construire la légende en général des gebirgjägers et plus particulièrement après les évènements épiques de Narvik. Pour récompenser les combattants de Narvik fut créée la Plaque de bras Narvik, et qui fut décernée à 2338 membres de la division. Dietl reçut la sienne des mains de Hitler le 21 mars 1941.
Le Gebirgsjäger-Regiment 138 a lui aussi pris part à l'invasion et l'occupation de la Norvège, en plusieurs escadrons opérationnels. L'objectif principal du régiment étant alors la ville de Trondheim. Le régiment est transporté à destination par le croiseur lourd Admiral Hipper et 4 autres destroyers. Le régiment réussit après son débarquement le 9 avril, à franchir les fortifications côtières, et s'empare de la ville, de son aéroport et d'une zone d'entrainement militaire. 13 000 soldats britanniques débarquèrent entre le 15 et le 18 avril au Nord et au Sud de la ville. La situation se dégrada très rapidement pour eux car le 138e régiment reçut l'aide de la 2e division de montagne pour les rejeter à la mer. Les Britanniques quittent définitivement les lieux entre le 1er et le 3 mai. Ainsi libérés, les soldats du régiment pouvaient venir en aide à leurs camarades du 139e régiment, plus au Nord et dans une position plus difficile. Les compagnies de combat du 138e Regiment furent donc transférées par avion vers Narvik, tandis que le reste du régiment et des autres unités de la 2e division de montagne les rejoignaient par la route. Mais les troupes britanniques encore présentes sur le territoire norvégien ralentirent énormément cette opération. Après le retrait final du Corps Expéditionnaire allié le 8 juin, un petit groupe d'alpinistes de la 2e division de montagne fut mis sur pied et continua symboliquement la marche vers Narvik, qu'il atteignit le 13 juin.
En Allemagne, durant cette période, les unités de réserve du Geb.Jg.Rgt. 139 ont été utilisées pour former le Geb.Jg.Rgt. 141, qui à partir du 1er juin 1940, fait partie de la 6. Gebirgs-Division en cours de formation au camp de Heuberg. Le Gebirgs Aufklärungs-Abteilung 112 rejoint aussi la nouvelle unité en cours de formation. Il recroisera brièvement son ancienne division en septembre 1941, quand celle-ci relèvera la 6. Gebirgs-Division sur le fleuve Zapadnaïa Litsa.
Pour la Division, la cessation des hostilités face aux alliés occidentaux s'ensuit d'une période de calme relatif. Les unités de la division faisant maintenant partie de la force d'occupation de la Norvège. Au cours de l'année 1941, la 3e Gebirgs-Division et sa division sœur, la 2e Gebirgs-Division, sont déplacées dans le Nord de la Norvège, dans la région de Kirkenes, dans le cadre du XIX. Gebirgskorps (Gebirgskorps „Norwegen“) en prévision de l'invasion et de la guerre à venir contre l'Union Soviétique.
Pendant cette période de repos, le commandement de la division change. L'Oberst Julius Ringel prend la suite du Genaloberst Eduard Dietl, qui lui prend le commandement du Gebirgskorps „Norwegen“. Le 23 octobre, Ringel cède son poste de commandant de la division au Generalmajor Hans Kreysing, qui conduira le destin de la division aux travers des batailles pendant les 3 années à venir.
Elle prend part à l'invasion de l'Union soviétique et l'avancée sur le port arctique de Mourmansk mais est repoussée par la contre-attaque soviétique. Plus tard, elle combat sur le secteur sud du front de l'Est et prend part à la tentative avortée pour soulager les forces allemandes à Stalingrad. Elle retraite à travers la Hongrie, la Slovaquie et termine la guerre dans le sud de la Silésie.

## Commandements

### Commandants successifs
| Date                                  | Grade                      | Commandant      |
| ------------------------------------- | -------------------------- | --------------- |
| 1er septembre 1939 - 14 juin 1940     | Generaloberst              | Eduard Dietl    |
| 14 juin 1940 - 23 octobre 1940        | General der Gebirgstruppen | Julius Ringel   |
| 23 octobre 1940 - 10 août 1943        | General der Gebirgstruppen | Hans Kreysing   |
| 10 août 1943 - 26 août 1943           | Generalleutnant            | Egbert Picker   |
| 26 août 1943 - 10 septembre 1943      | General der Infanterie     | Siegfried Rasp  |
| 10 septembre 1943 - 29 septembre 1943 | Generalleutnant            | Egbert Picker   |
| 29 septembre 1943 - 3 juillet 1944    | Generalleutnant            | August Wittmann |
| 3 juillet 1944 - 8 mai 1945           | Generalleutnant            | Paul Klatt      |

### Officiers d'opérations (Ia)
| Date                              | Grade          | Commandant               |
| --------------------------------- | -------------- | ------------------------ |
| 1er mars 1939 - 25 septembre 1940 | Oberstleutnant | Robert Bader             |
| 1940-1943                         | Oberstleutnant | Gerhard Michael          |
| 15 juin 1943 - 20 décembre 1944   | Oberstleutnant | Ludwig von Eimannsberger |
| 25 décembre 1944 - Mai 1945       | Oberstleutnant | Alfred Hartmann          |

## Composition
1939
- Gebirgs-Jäger-Regiment 138
- Gebirgs-Jäger-Regiment 139
- Gebirgs-Artillerie-Regiment 112
- Aufklärungs-Abteilung 112
- Panzerabwehr-Abteilung 48
- Gebirgs-Pionier-Bataillon 83
- Divisionseinheiten 68

1942
- Gebirgs-Jäger-Regiment 138
- Gebirgs-Jäger-Regiment 144
- Gebirgs-Artillerie-Regiment 112
- Radfahr-Abteilung 95
- Panzerjäger-Abteilung 95
- Gebirgs-Pionier-Bataillon 83
- Divisionseinheiten 68

1944
- Gebirgs-Jäger-Regiment 138
- Gebirgs-Jäger-Regiment 144
- Gebirgs-Artillerie-Regiment 112
- Aufklärungs-Abteilung 83
- Panzerjäger-Abteilung 95
- Gebirgs-Pionier-Bataillon 83
- Divisionseinheiten 68

## Théâtres d'opérations
- 1939
  - 1er septembre au 6 octobre 1939 : Campagne de Pologne
- 1941 :
  - Opération Silberfuchs
- 1942
  - Siège de Léningrad
    - Offensive de Siniavine